# Pieve San Pietro in Carnia
La Pieve San Pietro in Carnia est une église située sur la commune de Zuglio dans la province d'Udine, au Frioul-Vénétie Julienne.
Elle représente le principal édifice religieux de la vallée du Bût (it) et la plus ancienne des 11 pievi de la Carnia.

## Origine
Dominant la vallée et située à proximité d'une voie de communication qui reliait, jadis, la mer Adriatique à Aguntum (actuel Autriche), son histoire est liée, dès le IVe siècle, à Aquilée, capitale et principal centre d'évangélisation de la Regio X Venetia et Histria.

## Histoire
Sur le site de l'actuelle pieve, entre le IVe et le Ve siècle, se construisent deux basiliques paléochrétiennes selon les souhaits de l'évêque Cromazio d'Aquileia dont une cathédrale, détruite au VIIIe siècle. L'actuel édifice naît, en 1312, sous l'impulsion du patriarche d'Aquilée Ottobuono di Razzi (it), avec la construction d'une église gothique à nef unique et trois autels, tout en conservant quelques éléments préexistant de style roman.
De la fin du XVe au début du XVIe siècle, l'édifice subit d'importants réaménagements comme l'ajout d'une nef au sud, un baptistère, la réfection de la toiture et du clocher.
Dans plusieurs structures de l'édifice, l'appareil de maçonnerie est associé à un remploi de fragments de sculptures du haut Moyen Âge dont certains encore visibles, et d'autres sont conservés au musée archéologique Iulium Carnicum (it) de Zuglio.
En 1970 et 1981, la pieve est victime d'un important vol de statues de bois, sculptées par Domenico da Tolmezzo. Aujourd'hui, elle conserve encore d'importantes œuvres d'art parmi lesquelles : l'orgue de style baroque, l'escalier en noyer de 1740 qui conduit à la sacristie, une statue de saint Pierre du XVe siècle de facture allemande, un crucifix en bois de presque deux mètres de hauteur, de 1550, et œuvre d'un atelier nordique, un retable attribué à Gian Domenico Dall’Occhio.

## Illustrations

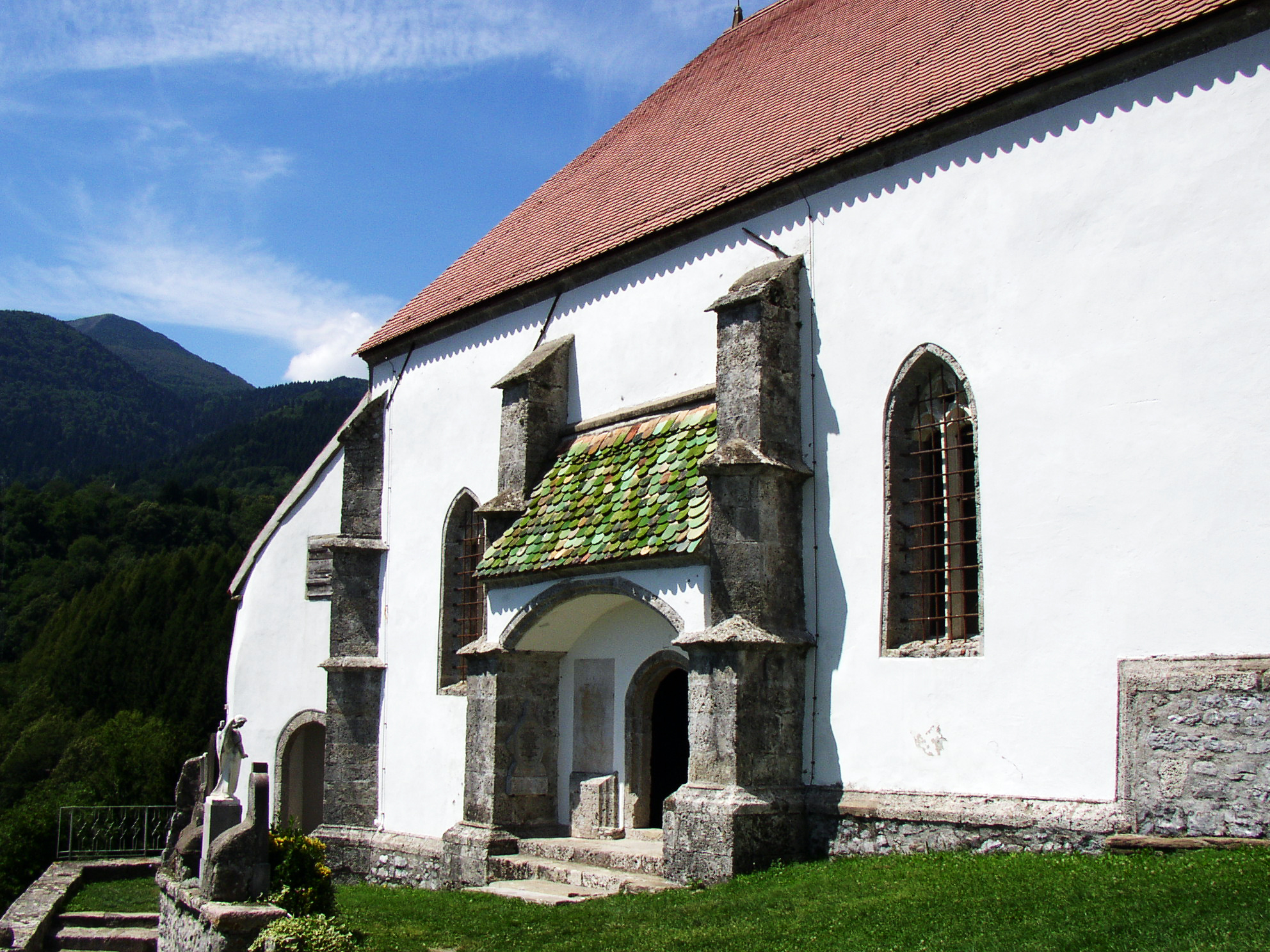
Vue oblique de l'entrée de la pieve.
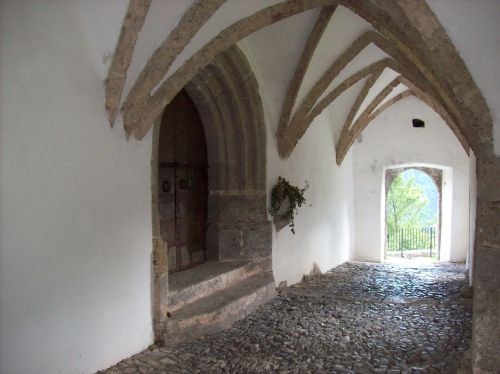
Détails de l'intérieur.
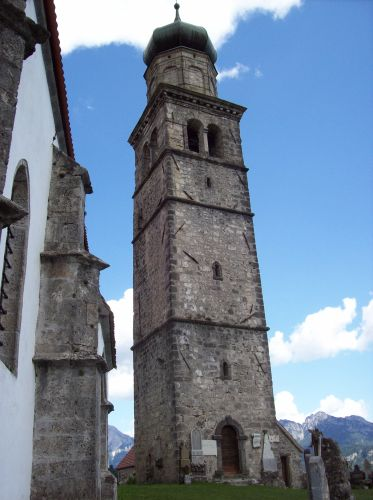
Le campanile.
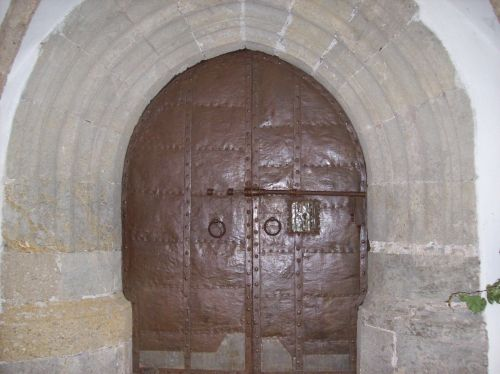
Le portail.